# TTL 7404

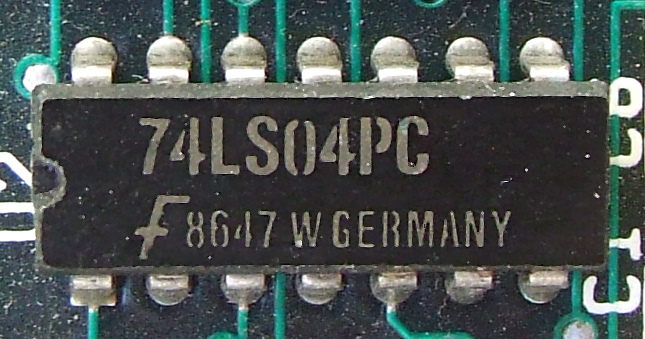
Circuito integrado 74LS04PC da Fairchild Semiconductor

Diagrama de pinos de um circuito integrado 7404

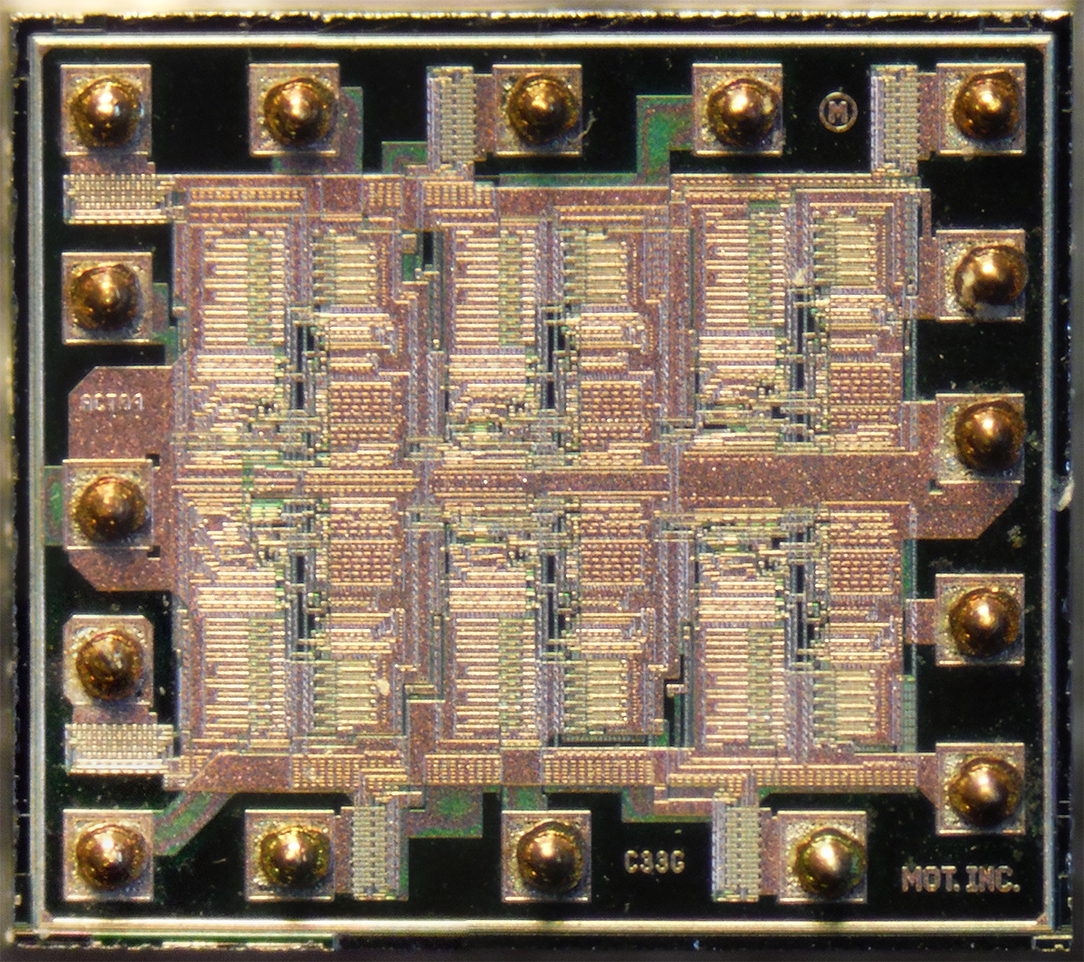
O DIE exposto de um 74ACT04

O circuito lógico TTL 7404 é um circuito integrado que possui seis portas lógicas inversoras (NOT).